# Соколов (Чехия)
Вижте пояснителната страница за други значения на Соколов.
Со́колов (на чешки: Sokolov, до 1948 г. – Falknov nad Ohří,на немски: Falkenau an der Eger), е град в Карловарския край на Чехия. Разположен е на 18 km западно Карлови Вари, на мястото на сливането на реките Охрже и Сватава, на надморска височина от 401 метра. През 2017 г. има население от 23 546 жители. Развитието на града е свързано основно с въгледобивната промишленост и свързаните с нея индустрии.

## История
Най-старият писмен дакумент за Соколов датира от 13 април 1279 г. В него е споменат благородническия род Нотхафти. Сравнително плодородната земя по поречието на река Охрже в продължение на векове е облаботвана от славяните, които основават редица населени места в района. Последвалата немска колонизация увеличава броя на населените места и разширява площта на обработваемите земи, развива се добива на руда и значително увеличава приходите на владетелите, аристокрацията и манастирите. Новите колонисти започват да преобладават и в старославянските села, за чиито произход остават да свидетелстват техните имена, адаптирани към езика на новите заселници (Буковани – Буква, Бржезова – Просау, Цитице – Зидиц, Даснице – Дасниц и т.н.). Археологическо проучване от 1994 г. показва, че през 13 век в Соколов е съществувала каменна твърдина на мястото на днешния замък. Около нея е създаден съвременния град. Неговото значение нараства особено през 19 век, благодарение на въгледобива.

## Административно деление
Части на града:
- Соколов (Sokolov)
- Хрушкова (Hrušková)
- Новина (Novina)
- Витков (Vítkov)

## Население
| година    | 1970   | 1980   | 1991   | 2001   | 2003   | 2011   |
| --------- | ------ | ------ | ------ | ------ | ------ | ------ |
| население | 18 256 | 24 763 | 25 210 | 25 081 | 24 901 | 23 347 |

## Забележителности
- Соколовски замък – намира се в центъра на града, в близост до площада на Стария град. През 1648 г., замъкът е разрушен от шведите по време на Тридесетгодишната война. Последният ремонт е извършен през 1993 – 1994 г. От 2003 г. в него са разположени регионалния музей на Соколов и Общинската библиотека. Помещенията на замъка се използват за сватби и музикални представления.
- Фонтан със статуя на соколар
- Сградата на кметството – ренесансова сграда на площада в Стария град, построена около 1540 г. и възстановена в сегашния си вид след пожара през 30-те години на 17 век.
- Домът на миньора – построен през 1923 – 1925 г. от архитекта Рудолф Велс. Важен център на социалния, политическия и културния живот на града.
- Църква „Св. Яков“ – основана през 13 век. Оригиналната сграда на старата църква е разрушена от саксонската армия и впоследствие възстановена в ренесансов стил, а след това преустроена в бароков стил от Ян Ностиц. Еднокорабната бароковата катедрала е с кула, която е построена от принудителен труд за изпълнение на наказания на крепостните селяни.
- Капуцински манастир с църква „Св. Антонин Падуански“ – построен по инициатива на собственика на земите, Ян Ностиц, в периода 1663 – 1667 г. Подобно на други религиозни институции по тези земи, служи за предотвратяване на проникването в северозападна Бохемия на протестантството от близката провинция Саксония. Доминиращата черта на комплекса е манастирската църква „Св. Антонин Падуански“.

## Личности
- Ерих Ауербах (1911 – 1977), фотограф
- Алеш Цибулка (* 1977), публицист
- Щефан Фюле (* 1962), дипломат
- Адела Гондикова (* 1973), актриса и водеща
- Далибар Гондик (* 1970), водещ, шоумен и актьор
- Карл фон Хейлборн (1792 – 1866), лекар
- Вацлав Немец (1912 – 2001), учител и местен историк
- Йехуда Унгер (1907 – 1989), архитект
- Маркета Вондроушова (* 1999), тенисистка

## Побратимени градове
- Сафелд, Германия
- Швандорф, Германия